# Capnocytophaga canimorsus
Capnocytophaga canimorsus è un microorganismo esigente/Fastidious Bacteria, a crescita lenta Gram negativo del genere Capnocytophaga.
 
È un batterio commensale della normale flora orale di cani e gatti. 
Si trasmette tramite morso, leccate e prossimità con gli animali 
Il batterio C. canimorsus ha generalmente bassa virulenza negli individui sani, ma è stata osservata la capacità di generare condizioni di estrema gravità in persone con preesistenti patologie..
La patogenesi del patogeno zoonotico C. canimorsus è ancora largamente oggetto di studio, ma l'incremento di diagnosi cliniche ha favorito l'interesse verso il bacillo e se il trattamento con antibiotici è effettivo nella maggior parte dei casi, il più importante strumento clinico diagnostico a disposizione rimane la recente esposizione a cani e gatti. Molto poco è noto riguardo alla patogenesi di questo patogeno zoonotico. Il batterio presenta una capsula polisaccaridica che conferisce al batterio una certa resistenza contro il sistema di complemento e la fagocitosi da parte di macrofagi. Diversi serotipi capsulari sono stati identificati in diversi ceppi isolati da pazienti o da cani ma i serotipi chiamati A, B e C sembrano essere più pericolosi per l'uomo.

## Storia
Il Capnocytophaga canimorsus è stato osservato per la prima volta nel 1976 da Bobo e Newton
I due ricercatori isolarono un batterio Gram-negativo precedentemente sconosciuto da un paziente che presentava meningite e setticemia. Il paziente era stato precedentemente esposto a due morsi canini in due giorni consecutivi da parte di due differenti cani. Notando la coincidenza tra la tempistica dei morsi e la comparsa dei sintomi, Butler e altri analizzarono
17 casi simili di pazienti presentanti gli stessi sintomi di setticemia e meningite tra il 1961 e il 1975. 
I casi furono riportati al Centro controllo epidemiologico nazionale americano (CDC) ed esaminati a causa della presenza di uno sconosciuto bacillo Gram-negativo
isolato dagli individui infetti. Butler notò l'incidenza statistica dei morsi di cane connessi all'infezione. 
Il CDC non poté inizialmente identificare l'organismo e così lo chiamò inizialmente CDC group DF-2, dove DF-2 
stava per 'Dysgonic fermenter', indicando che il batterio era un bacillo fermentativo a crescita lenta. 
Nel 1989, mentre analizzavano le proprietà di un batterio sconosciuto, Weaver e altri notarono molte similitudini
con batteri del genere Capnocytophaga. Alla fine dello stesso anno, Brenner e altri proposero il nome Capnocytophaga canimorsus dopo aver esaminato la morfologia, il Coefficiente di Chargaff e la motilità del batterio.

## Epidemiologia
Negli Stati Uniti il 50% degli abitanti viene morso da cani nel corso della propria vita, in ragione di un milione di cittadini all'anno 
I casi di infezione umana per esposizione al C. canimorsus sono stati osservati in tutto il mondo compresi Stati Uniti, Canada, Europa, Australia e Sudafrica 
I sintomi appaiono dopo 2–3 giorni dall'esposizione, e fino a quattro settimane successive. 
Persone di mezza età ed anziani sono considerati a maggior rischio di contrazione della malattia; più del 60% 
delle persone affette avevano un'età di 50 anni o maggiore. 
Inoltre, gli individui che passano una più grande porzione del proprio tempo con cani e gatti sono una categoria a maggior rischio di contrazione della malattia.
Tale categoria a maggior rischio include veterinari, allevatori, proprietari di animali e loro custodi. 
L'esistenza di preesistenti patologie mediche esacerba il rischio di contrazione della malattia.
Le possibilità di infezione dopo morso del cane varia tra il tre e il venti percento; per i gatti, può raggiungere
un livello di possibilità del 50%.

## Morfologia, coltura e metodi di isolamento
C. canimorsus è un microrganismo esigente/'Fastidious bacteria', Gram-negativo, fermentativo, senza formazione di spore, a forma di bacillo. 
I bacilli sono lunghi usualmente da 1 a 3 µm.
Dopo la coltura di crescita in agar agar, le aste più lunghe tendono ad assumere forma curva. 
Il batterio è privo di flagello ma si muove per scorrimento (gliding motility), malgrado ciò sia di difficile osservazione.
C. canimorsus richiede particolari condizioni di crescita: le colture si effettuano su piastre di terreno d'infusione di cuore e agar con 5% di sangue di pecora a 37 gradi centigradi in atmosfera arricchita di anidride carbonica (5-10% CO2) 
Le colonie di batteri non saranno visibili nelle prime 48 ore a causa della loro lenta crescita.
Dopo 18 ore, le colonie hanno usualmente un diametro di meno di 0,5 mm e sono puntiformi e convesse. 
Dopo 24 ore, le colonie possono raggiungere 1 mm di diametro. 
Dopo 48 ore, le colonie sono strette, piatte lisce con bordi in diffusione: a questo punto, le colonie
possono apparire color porpora, rosa o gialle, ma una volta rimosse dal disco di agar appaiono sempre di colore giallo.

## Genoma
Il Genoma del Capnocytophaga canimorsus ceppo Cc5 consiste di un singolo cromosoma circolare di 2,571,406 bp con un Tasso G+C del 36.11%, 
e codifica 2,405 open reading frame (ORFs).. 
Il genoma Cc5 contiene 46 tRNA, tre set di rRNA, una Ribonucleasi P, due tmRNA, un TPP riboswitch, e una SRP, e contiene una regione CRISPR.
Non codifica nessun tipo III, IV, o VI del sistema di secrezione, i quali sono comunementi connessi alla patogenesi. 
L'annotazione della sequenza del genoma Cc5 è depositata nella Banca del Genoma GenBank con accesso numero CP002113.

## Capnocytophaga canimorsusnegli animali
Il C. canimorsus appartiene al genere Capnocytophaga. I membri di questo genere si trovano nella cavità orale di umani e animali. Le specie di Capnocytophaga presenti nella flora orale umana sono C. gingivalis, C. ochracea e C. sputigena mentre le specie presenti normalmente nella cavità orale di cani e gatti sono C. canimorsus, C. cynodegmi e C. canis.
Il Capnocytophaga canimorsus è un batterio commensale reperibile in cani e gatti; 
non è un membro della normale flora batterica orale umana. 
Approssimativamente il 26% dei cani è portatore di questo batterio commensale nella sua bocca. 
Il C. canimorsus raramente causa sintomi della malattia negli animali. 
Un caso di C. canimorsus è stato riportato e isolato dal morso di un cane sulla testa di un cane di piccola taglia; 
il batterio è stato localizzato sulla ferita ma il cane ferito non presentava batteriemia. 
Ci sono stati pochi casi di infezione riportata nei conigli successive a morsi da parte di cani. 
Le manifestazioni cliniche del C. canimorsus nei conigli causa vari sintomi, inclusa CID, necrosi cellulare, abbassamento della pressione sanguigna, gangrena, e insufficienza renale.

## Categorie ad alto rischio
In aggiunta ai sintomi della malattia, oltre all'esistente alto rischio di sviluppare complicazioni da C. canimorsus causato da maggior esposizione al contatto con felini e cani, preesistenti condizioni individuali pongono tali soggetti in categorie critiche ad alto rischio.
Tra essi chi ha subito splenectomia, gli alcolisti, e gli individui sotto immunosoppressione
a causa dell'uso di steroidi come i glucocorticoidi. Individui con β-Talassemia e fumatori sono elencati nella categoria ad alto rischio. Questi individui, come gli asplenici e gli alcolisti, hanno un incremento dei livelli di ferro alimentare nel proprio flusso sanguigno: poiché il C. canimorsus richiede una grande quantità di ferro per crescere, queste condizioni sono ottimali per il bacillo.

### Alcolismo
Gli alcolisti rappresentano il 24% degli individui colpiti dall'infezione C. canimorsus..

## Sintomi riscontrati e manifestazione clinica
I sintomi appaiono tra 1 e 8 giorni dopo l'esposizione al C. canimorsus ma solitamente si presentano intorno al secondo giorno.
I sintomi variano tra quelli di una lieve influenza a quelli di una setticemia fulminante. 
Singolarmente spesso compaiono in combinazione i seguenti sintomi: febbre, vomito, diarrea, malessere generale, dolori addominali, mialgia, confusione, dispnea, mal di testa, rash cutanei ed esantema. 
Anche più gravi casi di endocardite, CID, e meningite sono stati riscontrati. 
Trattamenti iniziali con metilprednisolone hanno mostrato il prolungamento della batteriemia in queste infezioni.

## Diagnosi differenziale
Diagnosticare infezioni per C. canimorsus può essere difficile. Una pratica comune per colture isolate è tenere a coltura i dischi di agar agar per una settimana; qualche coltura di C. canimorsus non è ancora visibile a questo punto a causa della lenta crescita o per condizioni di coltura inappropriate.
sarà necessaria in questo caso una coltura arricchita:C. canimorsus mostra miglioramento della crescita
in disponibilità di altre concentrazioni di diossido di carbonio.